# اولدزموبیل ویستا کروزر
اولدزموبیل ویزتا کرویزر (Oldsmobile Vista Cruiser) خودرویی است.
این خودرو در کلاس خودرو سایز متوسط قرار گرفته، طراحی آن خودروهای موتور جلو-محور عقب بوده‌است.